# Дітмар Шварц (веслувальник)
Дітмар Шварц (нім. Dietmar Schwarz, 30 липня 1947) — східнонімецький академічний веслувальник.
Бронзовий призер Олімпійських Ігор 1972 року в складі вісімки.